# David McCann
Pour les articles homonymes, voir McCann.

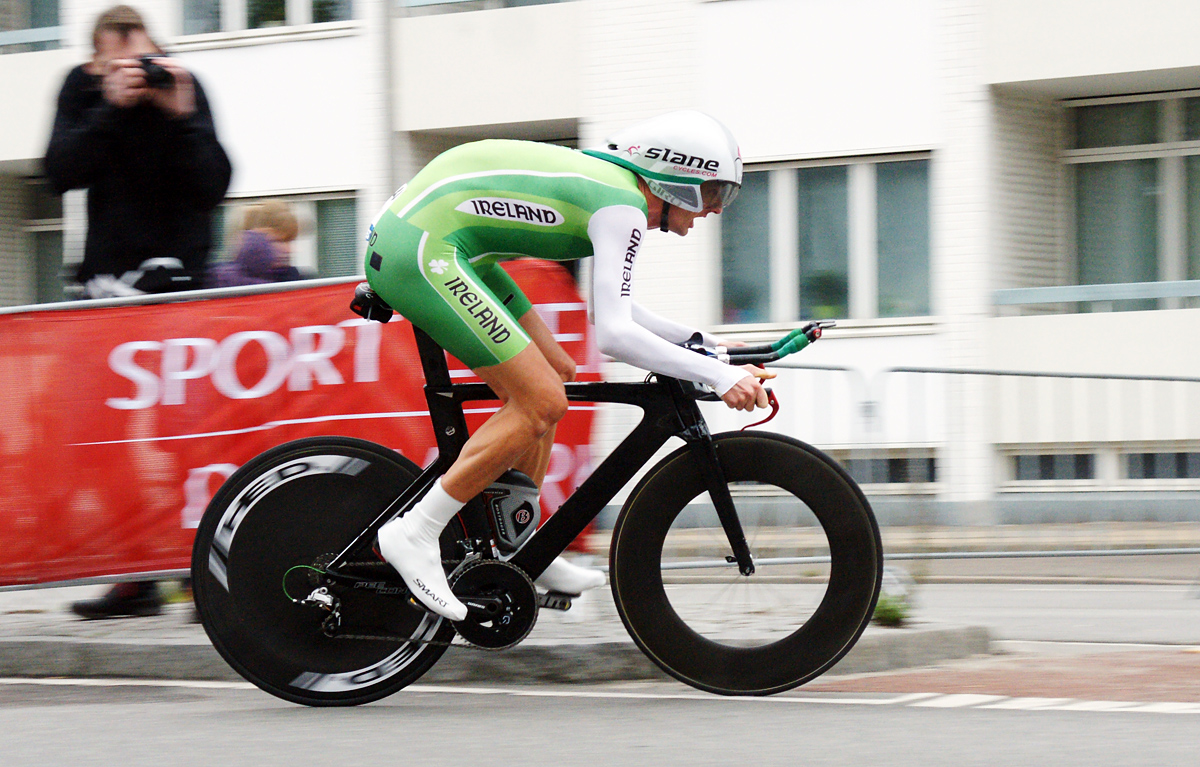
David McCann lors du championnat du monde du contre-la-montre 2011.

David McCann, né le 17 mars 1973 à Belfast, est un coureur cycliste irlandais.

## Palmarès sur route

### Par années
- 1996
  - Shay Elliott Memorial Race
  - Manx Trophy
  - Classement général du Tour d'Ulster
  - 2e de la FBD Insurance Rás
- 1997
  - 2e du championnat d'Irlande sur route
  - 3e de la Flèche de Locminé
- 1998
  - 2e du championnat d'Irlande sur route
- 2000
  -  Champion d'Irlande sur route
  - 6e étape de la FBD Insurance Rás
  - 8e étape du Tour de Guadeloupe
  - 2e du Manx Trophy
- 2001
  -  Champion d'Irlande sur route
  -  Champion d'Irlande du contre-la-montre
  - FBD Insurance Rás :
    - Classement général
    - 1re étape

  - Tour de Hokkaido :
    - Classement général
    - 1re, 3e et 5e étapes
- 2002
  -  Champion d'Irlande sur route
  - Manx Trophy
- 2003
  -  Médaillé de bronze du championnat du monde sur route "B"
  - 3e du Manx Trophy
- 2004
  -  Champion d'Irlande du contre-la-montre
  - FBD Insurance Rás :
    - Classement général
    - 4e et 7e étapes

  - 1re et 2e étapes du Tour de Corée
  - 2e du championnat d'Irlande sur route
- 2005
  -  Champion d'Irlande du contre-la-montre
  - 3e et 4e étapes de la Rás Mumhan
  - Tour d'Ulster :
    - Classement général
    - 3e étape

  - Tour de Corée :
    - Classement général
    - 2e étape

  - 3e étape du Tour d'Azerbaïdjan
  - 2e étape du Tour d'Indonésie
  - Tour of Milad du Nour :
    - Classement général
    - 1re étape

  - 6e étape du Herald Sun Tour
  - 2e du Tour du Siam
  - 3e de la Shay Elliott Memorial Race
  - 3e du championnat d'Irlande sur route
  - 3e du Herald Sun Tour
- 2006
  -  Champion d'Irlande sur route
  - 1re et 4e étapes du Tour de Thaïlande
  - 5e étape du Tour du lac Qinghai
  - Classement général du Tour d'Indonésie
  - 3e du Herald Sun Tour
- 2007
  - 2e du championnat d'Irlande sur route
- 2008
  - Tour d'Ulster :
    - Classement général
    - 3e étape

  - 6e étape du Tour de Corée-Japon
  - 2e du Tour de Hainan
- 2009
  -  Champion d'Irlande du contre-la-montre
  - Suir Valley Three Day :
    - Classement général
    - 1re étape

  - 3e du Chrono champenois
  - 10e du championnat du monde du contre-la-montre
- 2010
  -  Champion d'Irlande du contre-la-montre
  - Tour de Taïwan :
    - Classement général
    - 1re étape

  - 2e étape du Tour de Thaïlande
  - Tour des Philippines :
    - Classement général
    - 1re et 4e étapes

  - Melaka Governor Cup :
    - Classement général
    - 1re étape

  - Classement général du Jelajah Malaysia
- 2011
  - 1re étape du Tour d'Ulster
  - 8e étape de l'An Post Rás
  - 2e du Jelajah Malaysia
  - 2e du Tour de Taïwan
  - 2e du championnat d'Irlande du contre-la-montre
  - 3e du championnat d'Irlande sur route
- 2012
  - 2e du Tour de Fuzhou
  - 3e du Taiwan KOM Challenge
- 2013
  - 2e du championnat d'Irlande du contre-la-montre

### Classements mondiaux
| Année            | 2005 | 2006 | 2007  | 2008 | 2009 | 2010 | 2011 | 2012 | 2013  |
| ---------------- | ---- | ---- | ----- | ---- | ---- | ---- | ---- | ---- | ----- |
| UCI Asia Tour    | 5e   | 4e   |       | 35e  | 31e  | 4e   | 42e  | 274e | 44e   |
| UCI Europe Tour  | 692e | 410e | 1187e | 556e | 521e |      | 511e |      | 1010e |
| UCI Oceania Tour |      | 9e   | 12e   |      |      |      |      |      |       |

## Palmarès sur piste

### Jeux du Commonwealth
- New Delhi 2010
  -  Médaillé de bronze de la poursuite par équipes